# Geißmannsdorf
Geißmannsdorf (hornolužickosrbsky Dźibrachćicy) je vesnice, místní část velkého okresního města Bischofswerda v německé spolkové zemi Sasko. Nachází se v zemském okrese Budyšín v Horní Lužici a má 562 obyvatel.

## Historie
Geißmannsdorf byl založen ve středověku jako lesní lánová ves. První písemná zmínka pochází z doby kolem roku 1229, kdy je ves zmíněna jako Giselbregtisdorf. Roku 1974 se původně samostatná obec připojila k Bischofswerdě.

## Geografie
Geißmannsdorf leží severozápadně od jádra Bischofswerdy. K místní části náleží také ves Pickau (Špikawy). Severojižním směrem protéká vsí potok Geißmannsdorfer Bach. Severně od vsi se nachází vrch Butterberg (384 m) s rozhlednou a restaurací na vrcholu. Vsí neprochází železnice.

## Pamětihodnosti
- venkovská stavení a podstávkové domy